# Emma Wassiljewna Gaptschenko
Emma Wassiljewna Gaptschenko (russisch Эмма Васильевна Гапченко; * 24. Februar 1938 in Stupino, Russische SFSR; † 6. Dezember 2021) war eine sowjetische Bogenschützin.

## Karriere
Emma Gaptschenko nahm 1972 in München an den Olympischen Spielen teil. Mit 2403 Punkten belegte sie hinter Doreen Wilber und Irena Szydłowska den dritten Rang und gewann somit die Bronzemedaille im Einzel. Bei Weltmeisterschaften wurde sie mit der sowjetischen Mannschaft 1969 in Valley Forge und 1973 in Grenoble Weltmeisterin. Im Einzel gelang ihr 1971 in York der Titelgewinn. Zweimal wurde sie Vizeeuropameisterin im Einzel, während sie mit der Mannschaft zwischen 1970 und 1974 drei Titel gewann. Nach ihrer aktiven Karriere war sie als Trainerin und Wettkampfjurorin tätig.